# Vinícius Gurgel
Vinícius de Azevedo Gurgel (Macapá, 31 de julho de 1978) é um empresário, contabilista e político brasileiro, atualmente deputado federal pelo Estado do Amapá. Foi filiado ao PRTB e hoje faz parte do Partido Liberal (PL).
Nas eleições de 2018, foi reeleito para mais quatro anos de mandato de deputado federal, recebendo 18.818 votos (o equivalente a 5,2% do total de votos válidos).

## Biografia
Vinícius Gurgel é empresário e formado em Ciência Contábeis pelo Centro de Ensino Superior do Amapá (Ceap) em 2000. Em 2010, se elegeu pela primeira vez como deputado federal pelo PRTB com mais de 21 mil votos. No ano seguinte migrou para o Partido da República (PR, atual PL), filiado até os dias atuais. Em seu segundo mandato na Câmara dos Deputados, Vinícius Gurgel é casado com a deputada estadual Luciana Gurgel, do Partido Liberal (PL).

## Controvérsias

### "Campeão do Cotão"
O deputado Vinicius Gurgel foi um dos citados pelo jornal Folha de S.Paulo em matéria de 15 de Fevereiro de 2014 intitulada "Os campeões do Cotão". A matéria cita diversos parlamentares que pediram ressarcimentos à Câmara de gastos no exercício do mandato, com valores exorbitantes. No caso de Gurgel, ele é citado como o que mais gastou com aluguel de veículos e embarcações no ano de 2013. Ao todo, o parlamentar pediu R$190 mil neste tipo de reembolso, um custo equivalente a sete carros populares. A justificativa é que o Amapá tem problema de infraestrutura, com muitas estradas de terra e locais de difícil acesso. Por isso ele precisaria viajar de carro ou barco. Segundo sua assessoria, para visitar sua base eleitoral Gurgel opta por dois carros Toyota Hilux SW4. Mas em Brasília prefere andar de carona com assessores ou usar táxi.

### Encontros com mensaleiro
Em abril de 2014, o jornal Folha de S.Paulo e a revista Veja noticiaram que Vinícius Gurgel se encontrava com o mensaleiro condenado Valdemar Costa Neto, ex-presidente do PR. A Folha de S.Paulo acompanhou por três semanas a rotina dos presos do Centro de Progressão Penitenciária (CPP), em Brasília. Os encontros foram em um restaurante industrial do Distrito Federal onde Costa Neto trabalhava como gerente administrativo. A reportagem destaca que o parlamentar amapaense e o líder do PR, Bernardo Santana, se encontraram duas vezes com o ex-deputado para discutirem o posicionamento do Partido perante o grupo de deputados que se rebelaram contra o governo Dilma Rousseff. O juiz da Vara de Execuções Penais do Distrito Federal, após a repercussão do caso, mandou investigar os encontros já que Valdemar cumpria o regime semiaberto por ter sido condenado, no julgamento do mensalão, a 7 anos e 10 meses de prisão por corrupção passiva e lavagem de dinheiro.

### Assinatura falsificada
Gurgel foi novamente citado pela Folha de S.Paulo, desta vez em matéria de 9 de Março de 2016. Segundo o jornal, uma assinatura falsa do deputado foi usada numa tentativa de barrar no Conselho de Ética o processo de cassação definitiva do presidente da Câmara Eduardo Cunha, hoje afastado do parlamento pela justiça. Na semana anterior, quando o parecer pela continuidade do processo seria votado, o PR apresentou a renúncia de Gurgel, que estava fora de Brasília, do cargo no Conselho. A estratégia era para impedir que um parlamentar do PT, contrário a Cunha, assumisse a vaga e votasse pela admissibilidade da ação. Laudos de peritos consultados pela Folha asseguraram que a assinatura na carta de renúncia era uma falsificação "grosseira" e "primária". Ao tentar explicar o que aconteceu no Conselho de Ética, Vinícius Gurgel disse que, um dia antes de assinar o documento, havia misturado álcool e remédios tarja preta. Afirmou também que costuma deixar documentos assinados em seu gabinete para situações em que não esteja presente na Câmara. 8 partidos (PSOL, PSB, PT, PSDB, PPS, PCdoB, Rede e o próprio PR a que Gurgel é filiado) protocolaram representação na Procuradoria Geral da República solicitando a apuração do caso.
Após a repercussão do fato, o então líder da bancada na Câmara, Maurício Quintella Lessa (hoje Ministro dos Transportes), sugeriu que Gurgel desistisse da função no Conselho e se concentrasse no tratamento de saúde. "Não é confortável, não é cômodo mais para ele e para o Conselho. Ele não está bem, está precisando se cuidar". Gurgel aceitou a recomendação e deixou o colegiado.
Gurgel é considerado um dos principais aliados de Eduardo Cunha na Câmara, integrando a chamada "Tropa de Choque" que tentou impedir sua cassação. Cunha chegou a receber o título de cidadão amapaense das mãos da esposa de Gurgel, a Deputada Estadual Luciana Gurgel, durante visita à Assembleia Legislativa do Amapá em maio de 2015. De acordo com o decreto, Cunha recebeu o título "pelos relevantes serviços prestados ao povo brasileiro e, em especial, ao povo amapaense".

### Corrupção no DNIT
no fim de 2021, o ministro do Supremo Tribunal Federal Alexandre de Moraes autorizou a abertura de inquérito para investigar o deputado licenciado Vinícius Gurgel (PL-AP), por suspeita de crimes de corrupção passiva e lavagem de dinheiro. Segundo a Procuradoria-Geral da República, há indícios de participação do parlamentar em um esquema de propinas em contratos do Departamento Nacional de Infraestrutura e Transportes (Dnit) no Amapá.
As investigações chegaram ao deputado a partir da Operação Pedágio, da Polícia Federal, que levou à prisão, em junho de 2019, do ex-chefe do Dnit Fábio Vilarinho e do então superintendente do órgão, Odnaldo de Jesus Oliveira. Os dois foram detidos sob suspeita de cobrar pagamentos de até 5% sobre o valor de contratos do Dnit para manutenção de estradas não pavimentadas. Entre 2015 e 2019, foram cinco termos assinados com a B.M.R. Empreendimentos, no total de R$ 24 milhões.Segundo os investigadores, Vilarinho manteve influência sobre o Dnit e o esquema continuou a funcionar, o que foi confirmado em delação pelo empresário e atual prefeito de Tartarugalzinho Bruno Manoel Rezende. O delator gravou reuniões com Vilarinho e Odnaldo que foram acompanhadas e filmadas pelos federais. Em um desses encontros, de acordo com as investigações, o empresário discute com Vilarinho a partilha da propina do esquema e é citado o nome "Vinícius", que seria uma referência ao deputado do PL. "Ficou 25 dele [Odnaldo] e 25 meu. Do mesmo jeitinho", diz Vilarinho. Gurgel nega as acusações e diz que não conhece os citados.

### Atuação parlamentar
Em abril de 2017 votou a favor da Reforma Trabalhista. Em agosto de 2017 votou a favor do presidente Michel Temer, no processo em que se pedia abertura de investigação, e que poderia afastá-lo da presidência da república. O voto do deputado ajudou a arquivar a denúncia do Ministério Público Federal.